# St Clement Eastcheap

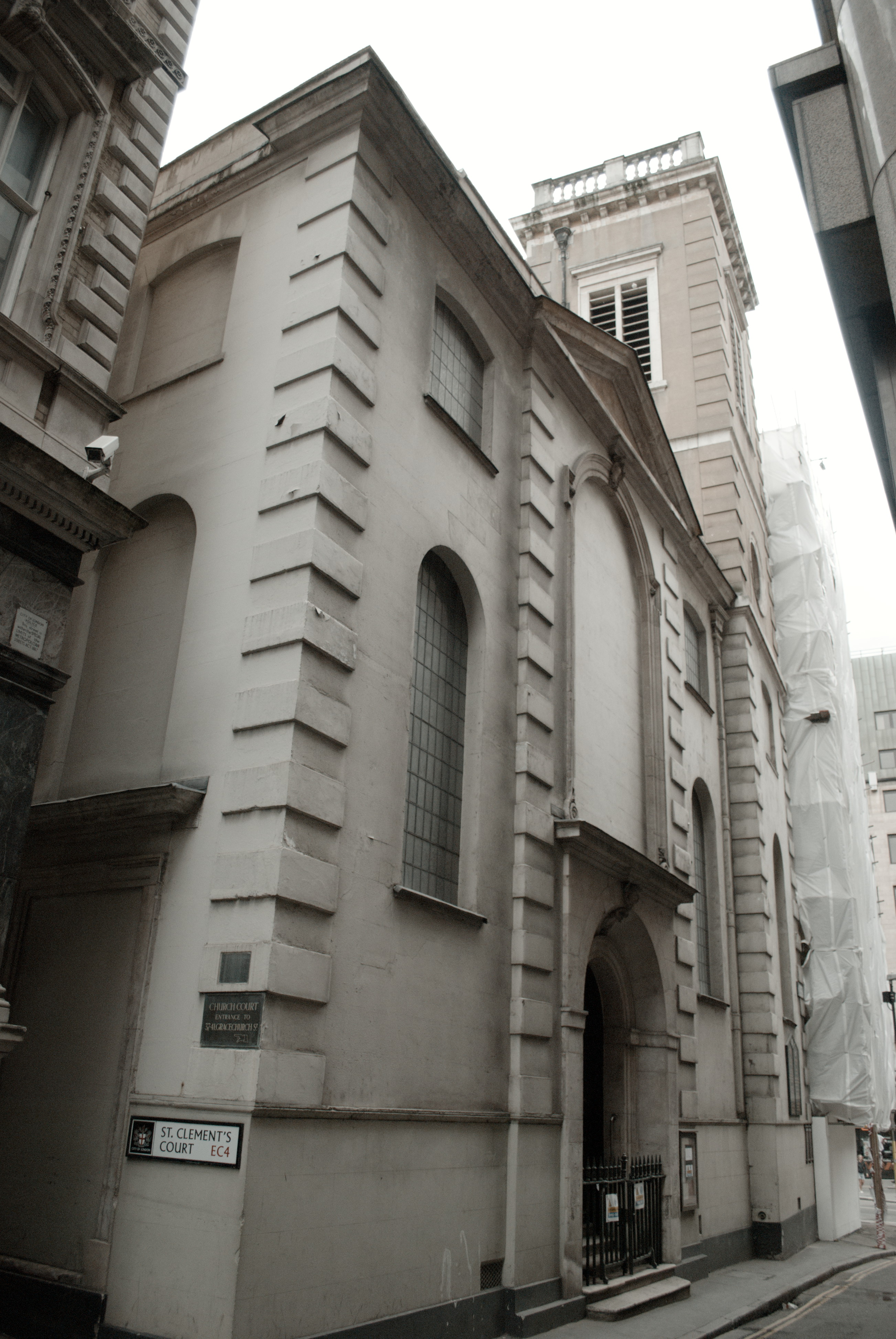
St Clement Eastcheap

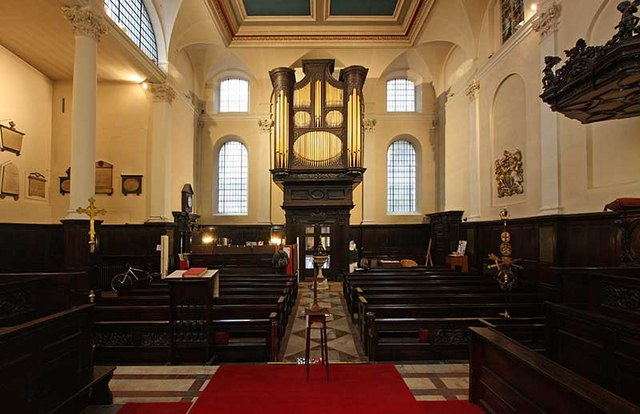
Innenraum mit Orgel

St Clement Eastcheap ist eine anglikanische Kirche im Londoner Innenstadtbezirk City of London.

## Geschichte
Das Patrozinium des als Schutzheiligen der Seefahrer verehrten Papstes Clemens von Rom verweist auf eine mit dem Fernhandel verbundene frühe Gründung der am Eastcheap oder Ostmarkt in der Nähe der London Bridge und der Themse gelegenen Kirche. Die Ersterwähnung erfolgte 1067 in einer Urkunde König Williams I. für Westminster Abbey, der sie bis zur Auflösung der Klöster in der Zeit der Reformation angehörte. Die mittelalterliche Kirche wurde 1666 im Großen Brand von London zerstört, doch verzögerten zunächst Auseinandersetzungen wegen der neuen Straßenführung und der geplanten Vergrößerung der Kirche, die mit ihrer Nachbargemeinde zusammengelegt worden war, den Baubeginn. Erst in den Jahren 1683 bis 1687 konnte, nachdem die Grundstücksprobleme gelöst waren, der Wiederaufbau durch  Christopher Wren begonnen werden.
Nachdem 1834 zunächst Abbruchpläne bestanden hatten, erfuhr die Kirche 1872 eine Restaurierung durch William Butterfield, dessen Änderungen 1933 weitgehend wieder zurückgenommen wurden. Kriegsschäden wurden 1949–50 behoben, und 1968 fand eine weitere Restaurierung statt.

## Architektur
Der von Wren ausgeführte Kirchenbau ist, ganz ähnlich wie die benachbarte Kirche St Margaret Pattens, eine einfache, im Innern flachgedeckte Saalkirche mit südlich angebautem Seitenschiff und einem in den Winkel zwischen beiden eingesetzten Turmbau. Aufgrund der Enge des Straßenraums erfuhr die durch Eckquaderungen gegliederte Fassade eine starke Artikulation, indem die Portalachse risalitartig vorgezogen und mit Dreiecksgiebel ausgestattet ist und sich auch der Turmbau deutlich absetzt. Aufgrund der winkligen Einmündung der St Clement’s Lane in die King William Street übernimmt die Fassade mit ihrem Kirchturm zugleich eine wichtige städtebauliche Funktion.
Die Kirche hat weitgehend ihre Originalausstattung mit Kanzel, Altarwand und Vertäfelung behalten. Die Orgel wurde 1696  durch Renatus Harris erbaut und seither mehrfach überarbeitet, so bereits 1704 durch Christian Smith, und 1711 durch Abraham Jordan, der ein Schwellwerk zufügte. Die Versetzung des ursprünglich nordseitig platzierten Instruments in das Südschiff 1872 wurde 1936 zugunsten einer Positionierung über dem Westeingang geändert, wozu das darüber liegende Fenster vermauert wurde.